# جک هاوکینز
جان ادوارد جک هاوکینز (۱۹۱۰–۱۹۷۳) بازیگر انگلیسی در دهه ۱۹۵۰ و ۱۹۶۰ بود.

## بخشی از فیلم‌شناسی
- تئاتر خون (۱۹۷۳)
- وینستون جوان (۱۹۷۲)
- هشت زنگ به صدا در می‌آیند (۱۹۷۱)
- نیکولاس و الکساندرا (۱۹۷۱)
- واترلو (۱۹۷۰)
- ماجراهای ژرار (۱۹۷۰)
- زولو (۱۹۶۴)
- لورنس عربستان (۱۹۶۲)
- بن هور (۱۹۵۹)
- پل رودخانه کوای (۱۹۵۷)
- زندانی (۱۹۵۵)
- سرزمین فراعنه (۱۹۵۵)